# Zeeschorpioenen
Zeeschorpioenen (Eurypterida) zijn een groep uitgestorven geleedpotigen, behorend tot de gifkaakdragers (Chelicerata), die leefden van 500 tot 245 miljoen jaar geleden.

## Geschiedenis
Net als de zwaardstaarten waren ook de Eurypteriden voornamelijk zeedieren en werden ze  van het Ordovicium tot het Perm ook alleen daar aangetoond. Daarna vestigden ze zich ook in brak en zoet water, en sommige soorten konden kort overleven op het vasteland. In 2005 werden de fossiele sporen van beweging van een 'Hibbertopterus ontdekt, die duidelijk op het land waren opgedoken en dus het bewijs leverden dat zeeschorpioenen het water ten minste voor een korte tijd konden verlaten. Met een lichaamslengte van meer dan twee meter, telden sommige soorten van deze groep, zoals Eurypterus spec. tot de grootste bekende geleedpotige (Arthropoda) ooit.

## Bouw
Eurypterida hadden een lichaamsbouw die het midden hield tussen hedendaagse schorpioenen en kreeften, met zes looppoten, twee flinke scharen en twee zwempoten. Aan de staart zat een extra aanhangsel, het zogenaamde telson. Dit had soms de vorm van een angel (waarschijnlijk zonder gif) en soms van een platte vin. Eurypterida met een plat telson zwommen waarschijnlijk op de manier van walvissen en dolfijnen.
De Eurypteriden hadden een smal pantser met een weinig gerangschikt kopschild (prosoma) en een achterlijf (opisthosoma) met twaalf segmenten. Net als bij hedendaagse spinnen en hun familieleden, hechten de poten en andere ledematen zich alleen aan het prosoma, het achterste paar poten werd omgezet in grote zwempoten. De voorste ledematen en de chelicerae waren uitgerust met tangachtige structuren en tanden die het mogelijk maakten om de prooi vast te houden, zodat de Eurypteriden kunnen worden beschouwd als gevaarlijke jagers voor de toenmalige gewervelde dieren en grote ongewervelde dieren.
Enkele soorten werden tot 3 meter lang. De meeste soorten waren echter klein, zo'n 20 centimeter.

## Levenswijze
Ze voedden zich waarschijnlijk door met hun scharen prooien te vangen en te verscheuren. Een studie uit 2010 naar Acutiramus wijst echter uit dat de scharen hiervoor mogelijk te zwak waren.
Mogelijk kwamen ze net als degenkrabben bij volle maan aan land om zich voort te planten. De larven leefden in een gevaarlijke wereld: ze moesten oppassen voor volwassen Eurypterida, belemnieten en later ook kaakvissen.

## Fossielen

Vergelijking van de lichaamsgrootte van enkele soorten ten opzichte van de mens.

Speciaal bewaard gebleven exemplaren van het geslacht Eurypterus werden in 1898 gevonden in Dolomietengesteente uit het Siluur op het eiland Saaremaa (Estland). De fijnste details werden waargenomen bij deze dieren, zoals de mannelijke en vrouwelijke geslachtsdelen op het tweede segment van de buik. In 1995 werden Eurypteriden ook gevonden in Zuid-Afrikaanse Soom-leisteen, waarin details van de spieren en inwendige organen nog te zien waren.

## Geslachten
Enkele bekendere geslachten zijn:
- Eurypterus - 30 cm lang, Siluur.
- Megalograptus - 1 m lang, Ordovicium.
- Megarachne - 34 cm lang, Carboon.
- Pterygotus - 2.30 m lang, Devoon.
- Stylonurus - 20 cm lang, Siluur tot Devoon.
- Hughmilleria - 7,5 cm lang, Ordovicium tot Perm.